# 川路宽堂
川路宽堂（日语：かわじんど，1845年1月28日—1927年2月5日，弘化元年12月21日-昭和2年2月5日）是江戶時代末期（幕末）到昭和时期的旗本、大藏省官僚、教育者。中川路圣叹的孙子。通称是太郎，讳是温，宽堂是号,不过，据说因为伊藤博文秘书役时代，在公文书上签名都是宽堂，因此本名也成为了宽堂。

## 生涯

### 学业
弘化元年（1844年）12月21日，在江户番町冬青木坂上作为川路彰常的长子出生。弘化3年（1847年）9月25日，2岁时与父亲去世，母亲再婚后分离，被大叔父井上清直夫妇收养。嘉永3年（1850年）2月27日，在下总佐仓藩医镝木仙安的手中接种牛痘，嘉永4年（1851年）6月22日，6岁退任奈良奉行，与被召回江户的祖父川路圣叹会面，返回川路家，受到祖父的庇护。同年10月被调到大坂东町奉行的祖父带到大阪移居，次年嘉永5年（1852年），祖父回到江户就任帐务奉行，并回到江户，移居虎之门宅邸。
日下部伊三治、安积艮斋学习汉学，进入昌平学学习。他向酒井良佐学习剑术，但并没有热心。另外在箕作阮甫、蕃书调所学习兰学，跟中滨万次郎、森山多志郎学习英语后，与吉原重俊、福岛敬典等人一起师事武田斐三郎学习英语、测量术。、在横滨佛语传习所向メルメ・カション学习了法语。。

### 幕府时期

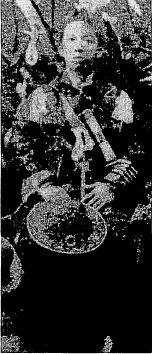
在上海（1866年）

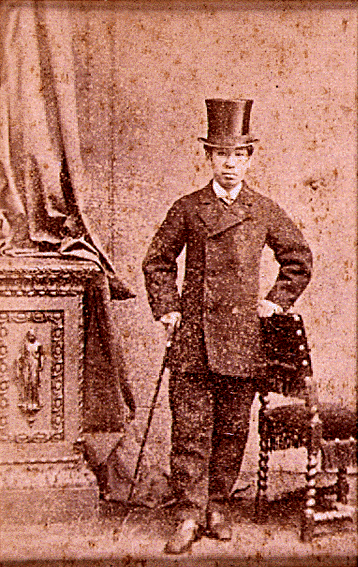
在伦敦　東京大学史料編纂所蔵

安政3年（1856年）6月10日加入小姓组酒井对马守组、后加入仙石右近组，安政6年（1859年）祖父因涉及将军继嗣问题等政治争端而下台，8月27日继承家督职位，经过柴田能登守组后文久3年（1863年）1月22日小纳户，同年2月和12月被进行了的14代将军德川家茂的上洛随行了。元治元年（1864年）5月20日返回江户，6月23日与仕仕并寄合，庆应2年（1866年）8月27日与幕府陆军步兵头并列。同年9月7日奉命去英国留学，在威廉·罗伊德监督下，中村正直和留学生取缔于10月25日从横滨港启航，前往伦敦。当初因为中风卧床不起的祖父很担心，但是从祖父那里得到了鼓励的话，留下在江户的祖父、继祖母和妻子花子，踏上了异乡的旅程。。
庆应3年(1867年)1月开始到庆应4年(1868年)6月为止，一边向爱德华•莫尔托比学习英语，一边为了德川昭武的来访经常去法国首都巴黎与向山、黄村等进行了协商。
但是，庆应4年1月4日收到了巴黎方大政奉还的消息。、4月28日决定回日本也没有回国的钱，闰4月18日向涉泽荣一报告了委托，得到昭武的回国资金后，于6月25日返回横滨。回国后发现祖父在江户开城前用手枪自杀，留学期间花子生下的女儿万喜夭折，寄放在秩父的旧家中的家产也被偷了，变得身无分文。

### 大蔵省时期
旧幕臣多数在静冈藩工作移民了,不过，不参与成为平民，去了横滨。。由于受到拿破仑三世滞留欧洲的威望，明治3年(1870年)普法战争爆发后，法国以生丝需求国法国的胜利为由购买了生丝，但是法国因为拿破仑三世成为普鲁士俘虏的惨败，与士族商法一样欠下了债务。。
但是，在此期间，他认识了伊藤博文、川村纯义，并于明治4年(1871年)11月计划让岩仓遣欧使节团出国留学，因此被涩泽荣一等人推举为大藏省三等书记官 (曾经是留学生的林董也作为二等秘书参加)。
明治5年(1872年)6月25日在美国纽约财政出纳事务，第二年明治6年(1873年)1月10日在荷兰被命令视察土木工程，在建筑师坎普尔的陪同下阿姆斯特丹的运河，默兹河堤防，新水道 (荷兰语版) 我们视察了塞兰特哈勒默梅尔、塞兰特堤坝。9月与使节团一起回国，在大藏省整理了会计余额。
明治7年(1874年)3月28日，他去横滨出差，与外国人谈判。明治8年(1875年)1月到4月，工部卿圭介、大藏省河野通猷、北岛、奥地利公使塞弗等人一起出使暹罗。
同年10月，他向大藏卿大隈重信提出"滥用货币论"，提议修改金银比价，第二年明治9年(1876年)3月4日修改了货币条例，但效果并不理想。另外，他还建议在西方式簿记中使用阿拉伯数字，并参与了美国商会的设立。
明治9年(1876年)1月12日进入决明子少丞，2月20日进入正七位，但在明治10年(1877年)1月11日，各省的大少丞被撤职，被罢免。此后，他甚至没有被推举为横滨海关负责人，而是一丝不苟地担任英美人法律顾问、仲裁法院特例实施等工作。

### 改行当教师

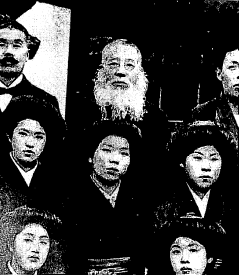
淡路高等女学校校長時代 洲本高等学校蔵

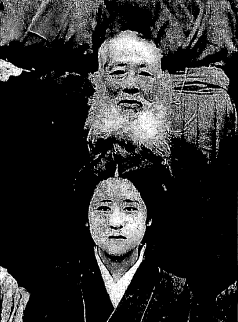
松蔭女学校副校長時代　松蔭女子学院蔵

明治18年(1885年) ，在芝区三田3号设立了月山学舍，教入学庆应义塾大学之前的学生英语，出现了丹下谦吉、三宅克己等。
明治26年(1893年)8月15日广岛县普通中学教员雇佣，9月10日教师。作为学生永井潜，丸山鹤吉。地址是深安郡深津村106号。
明治32年(1899年)7月6日，为了妻子花子的结核疗养去了淡路岛，以兵库县本中学教师的心得担任了修身、英语。明治36年(1903年)1月31日，兵库县津名郡三原郡组合淡路旧制高等女学校(合并为后洲本中学)校长。学生大内兵卫，高木市之助。
明治38年(1905年) ，从欧洲订购了泳衣，对女学生进行了游泳训练。地址是津名郡洲本町汐见町1号。大正元年(一九一二年)从六位。
大正3年(1914年)4月担任神户市松荫女学校副校长，到大正11年(1922年)为止教授了修身、历史、西洋亚洲史。他晚年生活在茅草屋合区熊内池之端，于昭和2年(1927年)2月5日逝世，享年82岁，葬于多磨墓地。

## 著作
- 《月山漫筆》 自传[1]
- 《英航日录》[1]
- 《暹罗记行・纪略》
- 《川路圣谟之生涯》
- 《政家必携各国年鉴》
- 《英国倒行律例》

## 亲属
祖父：川路圣叹
义祖母：川路高子
父亲：川路彰常
母亲：三月-幕府家臣根本善左卫门玄之女
大叔父：井上清直

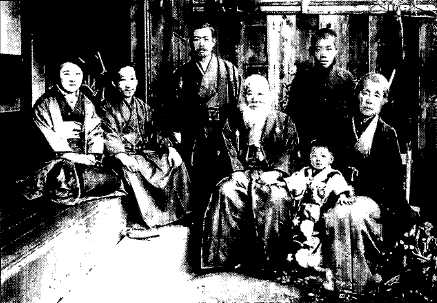
1920年除夕，在神户的家。前面是宽堂和SADA，中间是柳虹娘克子，建筑物侧是柳虹夫妻，里面是岛崎家。学习院大学史料馆收藏

前妻：花子-旗本浅野长登五女（母亲是出羽龟田藩主岩城隆喜的女儿贞子）。文久3年（1863年）9月14日结婚，明治36年（1903年）5月22日去世，享年54岁。工部美术学校第一期生。
后妻：SADA - 旧姓吉见。三原町出身。原来是花子的伴忍受、花子死后嫁给宽堂，受到了町长、村长等的指责。。
儿子：柳虹 - 詩人。
二女出生也夭折。长女万喜出生于宽堂旅行中的庆应2年（1866年）12月，庆应4年（1868年）夭折。

## 脚注
1. 1 2 3 4 5 6 7 8 9 10 11 12 13  川路、P146 - P159。
2. ↑  川田、P366。
3. ↑  宮永（1994年）、P19 - P20、川田、P132 - P133、P267、P366、氏家、P72、P205。
4. ↑  川田、P175、P180、氏家、P205 - P213。
5. 1 2 3 4 5 6 7 8 9 10  宮永（1990年12月）
6. ↑  宮永（1994年）、P20 - P21、
7. ↑  宮永（1994年）、P26 - P45、川田、P321、P327、P332、P344 - P348。
8. 1 2 3  宮永（1990年3月）。
9. ↑  宮永（1994年）、P174 - P194、P203 - P206、P221、川田、P348、P359 - P360。
10. ↑  宮永（1994年）、P221 - P222、川田、P360、氏家、P202。
11. ↑  .   [2019-07-04]. （原始内容存档于2017-12-28）.
12. ↑  宮永（1990年12月）
13. ↑  岡田。
14. ↑  . 亞洲歷史資料中心 （日语）.
15. ↑  宮永（1994年）、P222 - P223、川田、P360、氏家、P202。
16. ↑  宮永（1990年12月）
17. ↑  川路、P146 - P159。
18. ↑  宮永（1990年12月）
19. ↑  . 亞洲歷史資料中心 （日语）.
20. 1 2  宮永（1990年12月）
21. ↑  . 亞洲歷史資料中心 （日语）.
22. ↑  宮永（1990年12月）
23. ↑  宮永（1994年）、P224 - P237、川田、P360、氏家、P202 - P204。
24. ↑  宮永（1994年）、P19、川田、P363。
25. ↑  宮永（1994年）、P243 - P245、川田、P327 - P328、P360 - P361。
26. ↑  宮永（1994年）、P232 - P233、P252。
27. ↑  『人物叢書 川路聖謨』と『江戸奇人伝』では二女ではなく万喜のみと書かれている。川田、P348、P360 - P361、氏家、P202。

## 相关项目
- 英国的日本学生